# Сенегал на Светском првенству у атлетици на отвореном 2023.
Сенегал је учествовао на 19. Светском првенству у атлетици на отвореном 2023. одржаном у Будимпешти од 19. до 27. августа осамнаести пут. Репрезентацију Сенегала представљала су 2 такмичера (1 мушкарац и 1 жена који су се такмичили у 2 дисциплине (1 мушка и 1 женска), 
На овом првенству такмичари Сенегал нису освојили ниједну медаљу, нити су остварили неки резултат.

## Учесници
| Мушкарци: - Louis François Mendy — 110 м препоне | Жене: - Сангоне Канђи — Троскок |

## Резултати

### Мушкарци
| Атлетичар            | Дисциплина    | Лични рекорд | Квалификације | Квалификације | Полуфинале      | Полуфинале      | Финале               | Финале               | Детаљи |
| Атлетичар            | Дисциплина    | Лични рекорд | Резултат      | Место         | Резултат        | Место           | Резултат             | Место                | Детаљи |
| -------------------- | ------------- | ------------ | ------------- | ------------- | --------------- | --------------- | -------------------- | -------------------- | ------ |
| Louis François Mendy | 110 м препоне | 13,18 НР     | 13,24 КВ      | 1. у гр. 3    | Дисквалификован | Дисквалификован | Није се квалификовао | Није се квалификовао |        |

### Жене
| Атлетичарка   | Дисциплина | Лични рекорд | Квалификације | Квалификације | Полуфинале | Полуфинале | Финале                | Финале  | Детаљи |
| Атлетичарка   | Дисциплина | Лични рекорд | Резултат      | Место         | Резултат   | Место      | Резултат              | Место   | Детаљи |
| ------------- | ---------- | ------------ | ------------- | ------------- | ---------- | ---------- | --------------------- | ------- | ------ |
| Сангоне Канђи | Троскок    | 13,76        | 12,82         | 18. у гр. А   |            |            | Није се квалификовала | 35 / 36 |        |